# Płyta Juan Fernandez

Płyta pacyficzna zaznaczona kolorem żółtym

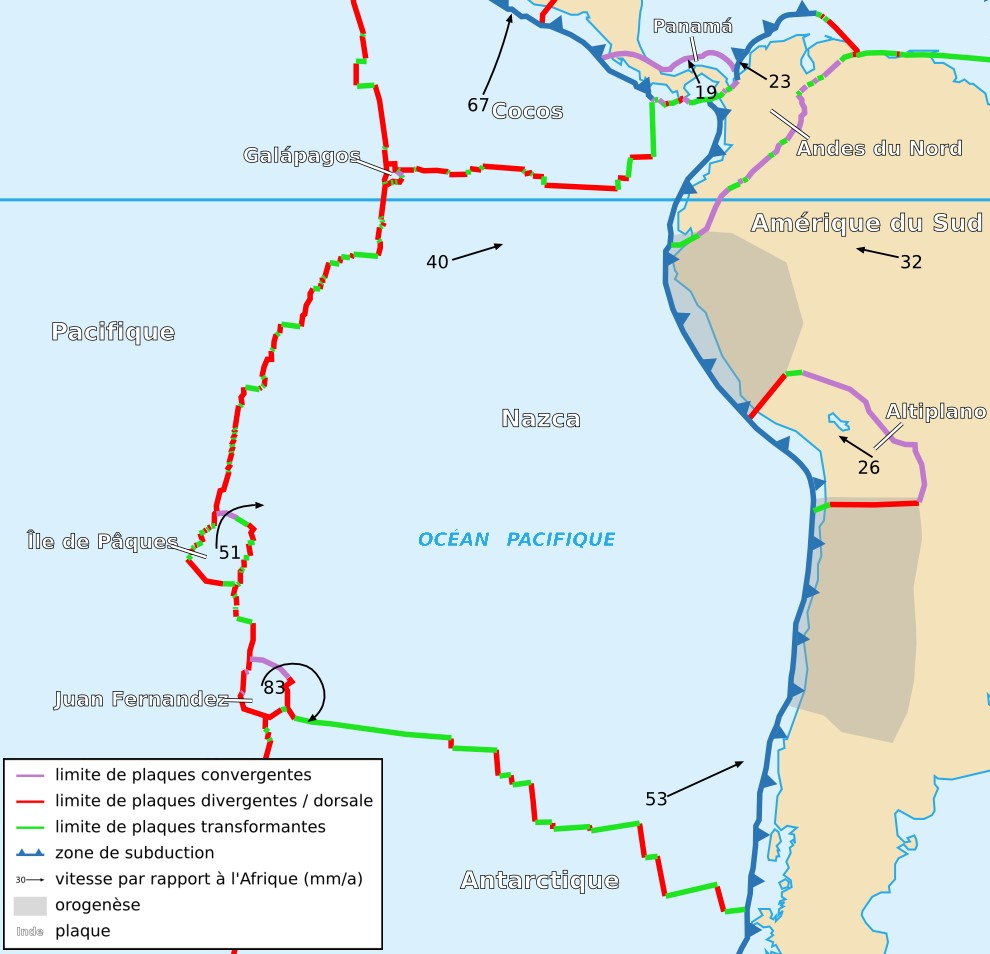
Płyta pacyficzna, Juan Fernandez i Wyspy Wielkanocnej

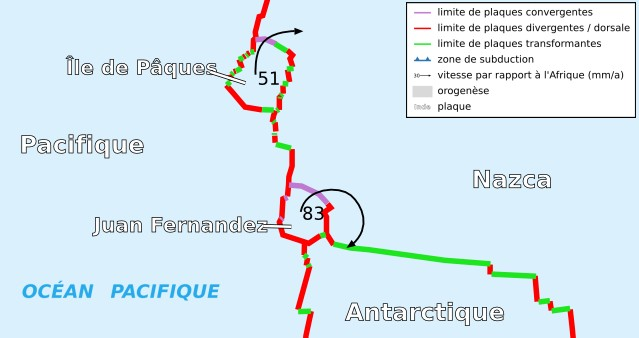
Płyta Juan Fernandez

Płyta Juan Fernandez − mała płyta tektoniczna (mikropłyta), położona we wschodniej części Oceanu Spokojnego, uznawana za część większej płyty pacyficznej.
Płyta Juan Fernandez od zachodu i południowego zachodu graniczy z płytą pacyficzną, od północy i wschodu z płytą Nazca, a od południowego wschodu z płytą antarktyczną.